# Мазањело
Томазо Ањели, познатији под надимком Мазањело (Напуљ, 29. јун 1620 — Напуљ, 16. јул 1647) је био италијански рибар, вођа устанка у Напуљу против шпанске власти 1647. године.

## Биографија
Улазак Шпаније у Тридесетогодишњи рат продубио је економску кризу у Италији. Шпанија је рат финансирала делом из пореза које је наметнула италијанским државама. Високи порези изазвали су избијање више устанка у Италији. Године 1647. избио је устанак у Напуљској краљевини. Нови вице-краљ војвода Аркоса, опорезивао је чак и воће и поврће, основну храну сиротиње. У устанку су учествовало представници буржоазије, занатлије и нижи слојеви. Представник буржоазије био је Ђулио Ђеноино, а представник нижих слојева рибар Томазо Ањели, познатији под надимком Мазањело. Устанак је започео 7. јула 1647. године као безначајна препирка уличног трговца са сакупљачима пореза. Брзо се раширио по читавом граду. Вице-краљ је узалуд покушао да умири устанике. Морао је потражити уточиште у тврђави. Град су преузели устаници. Народне масе организовале су демократску управу која је званично прокламовала верност шпанском краљу. Дана 13. јула краљ је капитулирао и био принуђен да прихвати устаничке услове. Међутим, рок је продужио подмићивањем и провокацијама услед чега су Мазањела убили непознати злонамерници.